# الگولیا
الگولیا (به انگلیسی: Algolia) یک موتور جستجوی وب اختصاصی است که از طریق مدل اجاره نرم‌افزار (SaaS) قابل استفاده است.

## شرکت
الگولیا در سال ۲۰۱۲ توسط نیکلاس دساین و ژولین لوموئن که هر دو اهل پاریس، فرانسه بودند، تأسیس شد و در ابتدا یک شرکت متمرکز بر جستجوی آفلاین در تلفن‌های همراه بود. بعداً این شرکت برای کلاس زمستانی ۲۰۱۴ وای کامبینیتر انتخاب شد.
الگولیا با دو مرکز داده در اروپا و ایالات متحده، سومین مرکز را در سنگاپور در مارس ۲۰۱۴ افتتاح کرد و تا سال ۲۰۱۹ ادعا کرد که در بیش از ۷۰ مرکز داده در ۱۶ منطقه در سراسر جهان حضور دارد. این شرکت به حدود ۱۱۰۰۰ مشتری خدمات می‌دهد و ماهانه ۶۰ میلیارد جستجوی کاربر را مدیریت می‌کند. در ماه مه ۲۰۱۵، الگولیا ۱۸٫۳ میلیون دلار سرمایه‌گذاری سری A را از یک گروه مالی به رهبری اکسل پاتنرز دریافت کرد و در سال ۲۰۱۷ یک سرمایه‌گذاری سری B به مبلغ ۵۳ میلیون دلار را نیز به رهبری اکسل پاتنرز دریافت کرد. از ژوئن ۲۰۱۶ تا سپتامبر ۲۰۱۹، استفاده از الگولیا توسط وب‌سایت‌های کوچک در میان «یک میلیون وب‌سایت برتر» طبق ارزیابی BuiltWith از ۶۳۲ به ۵,۱۶۸ افزایش یافت و در میان «۱۰ هزار وب‌سایت برتر» به ۱۹۷ رسید.
در ژانویه ۲۰۲۱، الگولیا استارت‌آپ رومانیایی هوش مصنوعی و یادگیری ماشین MorphL را خریداری کرد.
در ژوئیه ۲۰۲۱، الگولیا یک دور سرمایه‌گذاری سری D به مبلغ ۱۵۰ میلیون دلار جمع‌آوری کرد و به یک شرکت نوپای تکشاخ با ارزش گذاری ۲٫۲۵ میلیارد دلار تبدیل شد.

## محصولات و فناوری
مدل الگولیا جستجو را به‌عنوان یک سرویس ارائه می‌کند و جستجوی وب را در وب‌سایت مشتری با استفاده از موتور جستجوی خارجی ارائه می‌دهد. اگرچه جستجوی درون سایتی مدت‌هاست که از سوی ارائه دهندگان جستجوی وب عمومی مانند گوگل در دسترس بوده است، این معمولاً به‌عنوان بخشی از جستجوی وب عمومی انجام می‌شود. موتور جستجو، وب را در مقیاس بزرگ، ازجمله سایت مشتری، می‌خزد یا جستجو می‌کند و سپس ویژگی‌های جستجو را فقط به آن سایت هدف محدود می‌کند. این یک کار بزرگ و پیچیده است که تنها برای سازمان‌های بزرگ در مقیاس گوگل یا مایکروسافت در دسترس است.
محصول الگولیا فقط سایت‌های مشتریان خود را فهرست بندی می‌کند و وظیفه جستجو را ساده‌تر می‌کند. داده‌ها برای سایت مشتری از طریق رابط برنامه‌نویسی کاربردی که از سبک معماری نرم‌افزاری انتقال بازنمودی حالت استفاده می‌کند و داده‌ها را در قالب جی‌سان منتقل می‌کند از مشتری به الگولیا ارسال می‌شود و سپس کادر جستجو به صفحات وب مشتری اضافه می‌شود.

## محصولات
الگولیا چندین مزیت را برای رویکرد خود ازجمله سرعت پاسخ از جستجوی یک سایت واحد به‌جای کل وب، ادعا می‌کند. علاوه بر این، از آنجا که جستجوی الگولیا را می‌توان با توجه به سایت مشتری، ساختار شناخته شده آن و جنبه‌های فراداده آن تنظیم کرد، جستجوی هوشمندتر و خاص‌تری از سایت را نسبت به جستجوی متنی وب عمومی می‌تواند ارائه دهد. این باعث بهبود ارتباط نتایج جستجو می‌شود، زیرا موتور جستجو ممکن است در این شرایط معنای محتوای سایت را در نظر بگیرد.
الگولیا به کسب‌وکارها کمک می‌کند تا اطلاعات خود را به‌سرعت و به‌راحتی در تمام دستگاه‌ها و پلتفرم‌ها جستجو کنند. الگولیا دارای ویژگی‌های منحصربه‌فردی مانند جستجوی فوری، پشتیبانی از چند پلتفرم و تحمل غلط تایپی است. نرم‌افزار الگولیا منبع بسته است، اما تا حدی به جامعه منبع باز نیز کمک می‌کند و علاوه بر نرم‌افزار جستجوی تجاری خود، محصولات و خدمات منبع بازی را نیز ارائه می‌دهد. به‌عنوان‌مثال، Algolia DocSearch یک سرویس جستجوی رایگان برای وب‌سایت‌های مستندات منبع باز است. محصولات دیگر الگولیا که می‌توان به‌عنوان نمونه در این زمینه نام برد Algolia Places و Algolia GeoSearch است.